# Чурино (Єльниківський район)
Чу́рино (рос. Чурино, ерз. Чурино) — село у складі Єльниківського району Мордовії, Росія. Входить до складу Акчеєвського сільського поселення.
Населення — 124 особи (2010; 147 у 2002).
Національний склад (станом на 2002 рік):
- татари — 94 %